# Reep (zwaar touwwerk)
Een reep was een manillatros van 3½" tot 4" door welke de staande netten - alle tezamen genaamd het want of de vleet - van een haringvissend schip bijeen werden gehouden. Door deze dikke, geteerde manillatros waren de in zee staande netten van een vleet zowel onderling als met het vissersvaartuig verbonden.

## Drijf- en zinkvleet
Bij de vleetvisserij op haring kende men de zinkvleet en de drijfvleet. In het eerste geval trof men de reep aan de bovenzijde van de netten en bij de drijfvleet aan de onderzijde ervan aan. Hierdoor stonden - opnieuw in het eerste geval - de netten dichter bij het zeeoppervlak en dus hoger in zee. In het andere geval lagen ze dieper en dus lager in het zeewater. Een zinkvleet werd ook wel aangeduid als een Hollandse vleet en een drijfvleet als een Schotse vleet.

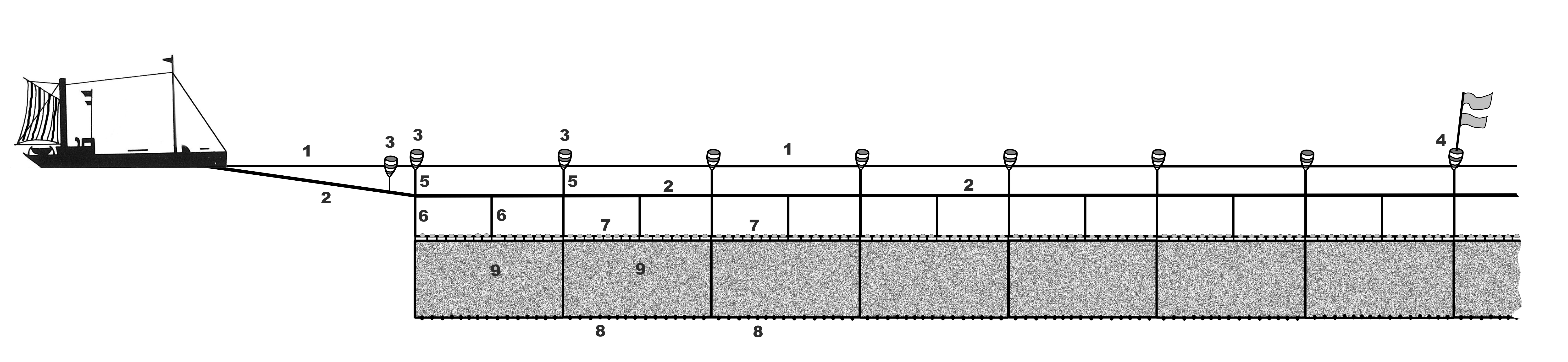

Hollandse vleet 1: Water 2: Reep 3: Breels, later vervangen door 'blazen' 4: Joon 5: Breeltouw, 6m 6: Seizing, 8m 7: Speerreep met kurken vloten en stalen 8: Zinkmateriaal, lood, onder de netten 9: Netten, elk 15×30m. (In zee hangend waren de afmetingen geringer)

## Andere repen

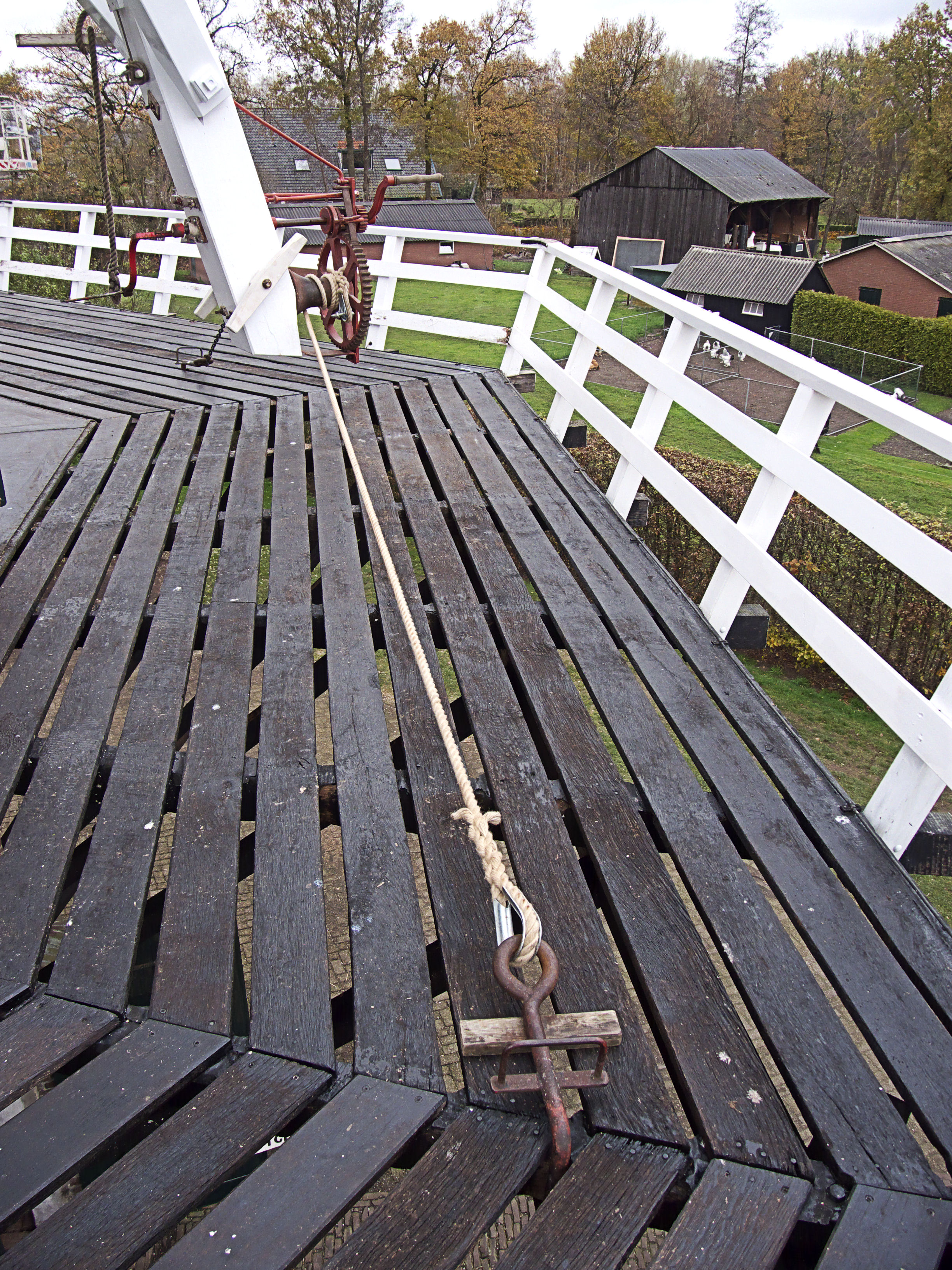
Kruireep van de Walderveense molen

Een reep kan ook een dik touw, tegenwoordig van kunststof, zijn, zoals een kruireep voor het draaien van de kap van een windmolen.